# 热赞库尔
热赞库尔（法語：Gézaincourt，法語發音：[ʒezɛ̃kuʁ]）是法国上法蘭西大區索姆省的一个市镇，属于亚眠区。

## 地理
热赞库尔（50°8'28"N, 2°19'10"E）面积6.97 平方千米，位于法国上法蘭西大區索姆省，该省份为法国北部沿海省份，北起加来海峡省和北部省，西接滨海塞纳省和大西洋英吉利海峡，南至瓦兹省，东临埃纳省。
与热赞库尔接壤的市镇（或旧市镇、城区）包括：埃姆-阿尔丹瓦勒、博瓦尔、康达、杜朗、隆格维莱特。
热赞库尔的时区为UTC+01:00、UTC+02:00（夏令时）。

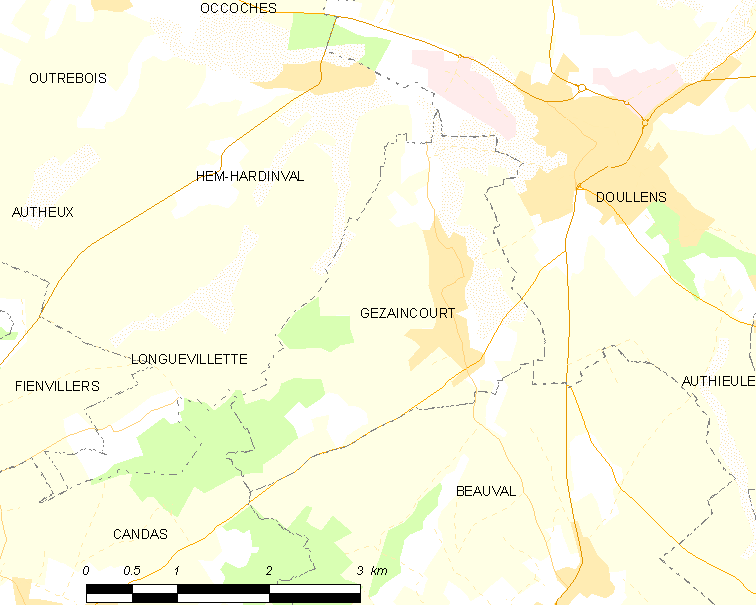
热赞库尔的OSM定位图

## 行政
热赞库尔的邮政编码为80600，INSEE市镇编码为80377。

## 政治
热赞库尔所属的省级选区为杜朗县。

## 人口

1962-2008年间热赞库尔人口变化图示

热赞库尔于2022年1月1日时的人口数量为399人。